# David McLean (calciatore 1883)
David McLean (1883 o 1884 – 14 febbraio 1951) è stato un allenatore di calcio e calciatore scozzese, di ruolo attaccante (ala). È stato il secondo allenatore assoluto nella storia dell'East Fife, club che ha allenato per 28 anni arrivando da giocatore-allenatore.

## Palmarès

### Allenatore

#### Competizioni nazionali
- Coppa di Scozia: 1

East Fife: 1937-1938